# Felice Cameroni
Felice Cameroni (Milano, 4 aprile 1844 – Milano, 4 gennaio 1913) è stato un critico letterario e giornalista italiano.

## Biografia

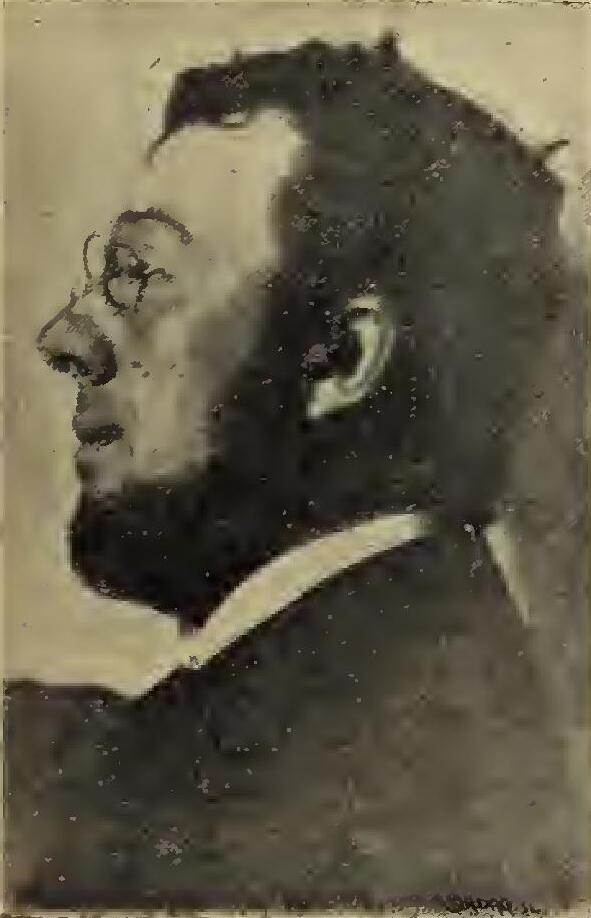
Ritratto di Felice Cameroni dall'Antologia Meneghina del 1900

Critico di tendenze democratico-radicali, con i suoi articoli su vari giornali milanesi diffuse la conoscenza della persona e dell'opera di Émile Zola, con il quale intrattenne anche un interessante carteggio, poi pubblicato.
Felice Cameroni viene ricordato per la sua opera di sostegno e diffusione della letteratura verista: si attivò infatti spesso per incoraggiare e sostenere diversi autori, intrattenne una corrispondenza con Giovanni Verga e si adoperò per consentire la pubblicazione di Amori di Carlo Dossi.